# Frank Ludlow

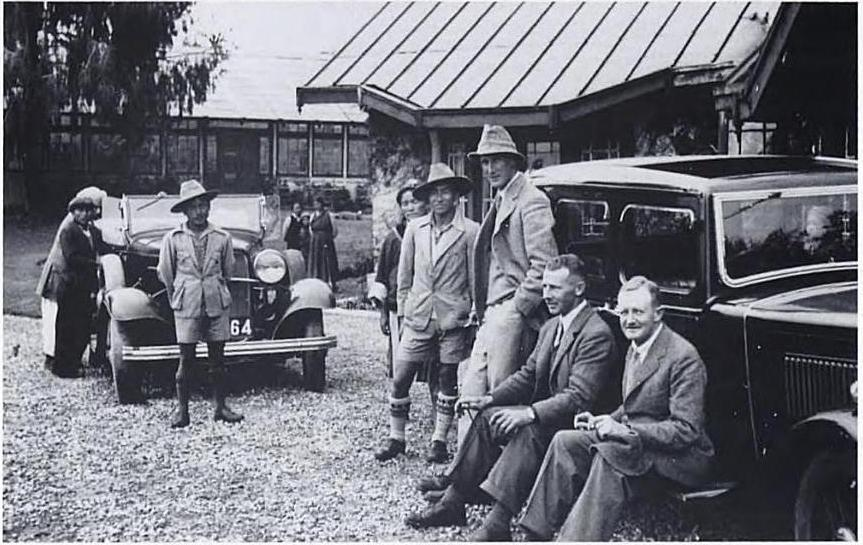
Frank Ludlow, George Sherriff und Frederick Williamson, 1933 in Gangtok, Sikkim

Frank Ludlow (* 10. August 1885 in Chelsea, London; † 25. März 1972) war ein englischer Botaniker und Himalaya-Forscher. Sein offizielles botanisches Autorenkürzel lautet „Ludlow“.

## Leben und Wirken
Frank Ludlow war der Sohn eines Krämers. Er besuchte die West Somerset County School und das Sidney Sussex College in Cambridge. 1908 erlangte er an der University of Cambridge den Bachelor of Arts in den Naturwissenschaften. Während seines Studiums belegte er Lehrgänge in Botanik bei Professor Harry Marshall Ward, dem Vater des Botanikers Frank Kingdon-Ward. In der Folgezeit unterrichtete er am Sind College in Karatschi als Professor für Biologie und Lektorat in Englisch. Darüber hinaus hielt er das Amt des stellvertretenden Rektors inne. Während des Ersten Weltkriegs war er beim 97. Indischen Infanterieregiment stationiert. 1920 wurde er Mitglied der British Ornithologists’ Union. Von 1923 bis 1926 lehrte er an Gyantse-Schule in Tibet. 1927 zog er sich nach Srinagar, Kaschmir zurück und unternahm ausgedehnte Forschungsreisen durch den Himalaya, einschließlich Tibet und Kaschmir. 1929 lernte er den Botaniker George Sherriff (1898–1967) kennen, mit dem er zwischen 1933 und 1950 mehrere botanische und zoologische Expeditionen im östlichen Himalaya und im südöstlichen Tibet unternahm. Ludlow und Sheriff entdecken mehrere neue Rhododendrontaxa und sammelten über 7.000 Vogelexemplare, die sich heute im Natural History Museum befinden. Von 1942 bis 1943 war er als Offizier der britischen Mission in Lhasa stationiert. 1949 zog er nach England zurück und widmete sich in der Abteilung für Botanik im Natural History Museum der Beschreibung von Pflanzentaxa, insbesondere der Gattung der Lerchensporne.

## Dedikationsnamen
Nach Frank Ludlow sind Taxa wie Rhododendron ludlowii, Bhutanitis ludlowi und Alcippe ludlowi benannt.